# Duwajr asz-Szajch Sad
Duwajr asz-Szajch Sad (arab. دوير الشيخ سعد) – miejscowość w Syrii, w muhafazie Tartus. W 2004 roku liczyła 4117 mieszkańców.